# Horodnica (gmina)
Horodnica – dawna gmina wiejska w powiecie kopyczynieckim województwa tarnopolskiego II Rzeczypospolitej. Siedzibą gminy była Horodnica.
Gminę utworzono 1 sierpnia 1934 r. w ramach reformy na podstawie ustawy scaleniowej z dotychczasowych gmin wiejskich: Horodnica, Postołówka, Raków Kąt i Samołuskowce.
W II Rzeczypospolitej wieś w powiecie kopyczynieckim województwa tarnopolskiego. Od września 1939 do lipca 1941 gmina znajdowała się pod okupacją ZSRR, a 1 sierpnia 1941 weszła w skład Generalnego Gubernatorstwa i nowo utworzonego dystryktu Galicja, gdzie jednocześnie została zniesiona przez włączenie do gminy Husiatyn w powiecie czortkowskim (Kreishauptmannschaft Czortków).
W latach 1944–1945 nacjonaliści ukraińscy z OUN-UPA zamordowali tutaj 13 Polaków.
Po II wojnie światowej obszar dawnej gminy znalazł się w ZSRR.